# هوراشيو دريسر
هوراشيو دريسر (بالإنجليزية: Horatio Dresser)‏ هو مؤلف أمريكي، ولد في 15 يناير 1866 في يارموث ‏ في الولايات المتحدة، وتوفي في 30 مارس 1954 في بوسطن في الولايات المتحدة.